# 관노
관노(官奴)는 관아(官衙) 소유의 노비이다. 주로 한양을 비롯하여 각 지방의 감영 및 관아 등에서 관찰사나 고을 수령의 명령하에 임무를 수행한 자들로 주로 남자 노비를 말하며 여자 노비는 관비(官婢)라고 부른다.

## 개요
조선왕조 당시 각 지방의 감영 및 관아 등에서 관찰사나 고을 수령의 명령을 받으며 뒷바라지와 경호 등을 책임졌던 노비들이다. 소유주는 각 지방의 감영 관찰사나 관아 수령들이며 주로 남자 노비들이기 때문에 감영 및 관아의 청소나 수리, 그리고 공사나 수령들의 경호를 책임지기도 하였다.
관노들은 신분상 천민들이 맡고 있으며 이들은 지방 감영이나 관아 등에서 수령이나 향리들을 경호하거나 처소나 관문 앞 등을 청소하거나 감영 및 관아의 수리 등을 책임지게 되었다.

## 일반 노비와의 차이
대개 양반들이 소유로 있는 일반 노비들과는 다르게 고을의 관찰사나 수령들이 소유주이자 명령권자이기 때문에 관리에 있어서는 급이 높지만 관노 자체와는 동급의 천민이자 노비이기 때문에 마찬가지로 천대를 받아왔다.

## 관노 출신의 인물
장영실: 아버지는 노비 출신이 아니나 어머니의 출신 성분을 따라 동래현의 관노였다.

## 같이 보기
- 관비